# Alain Mabanckou

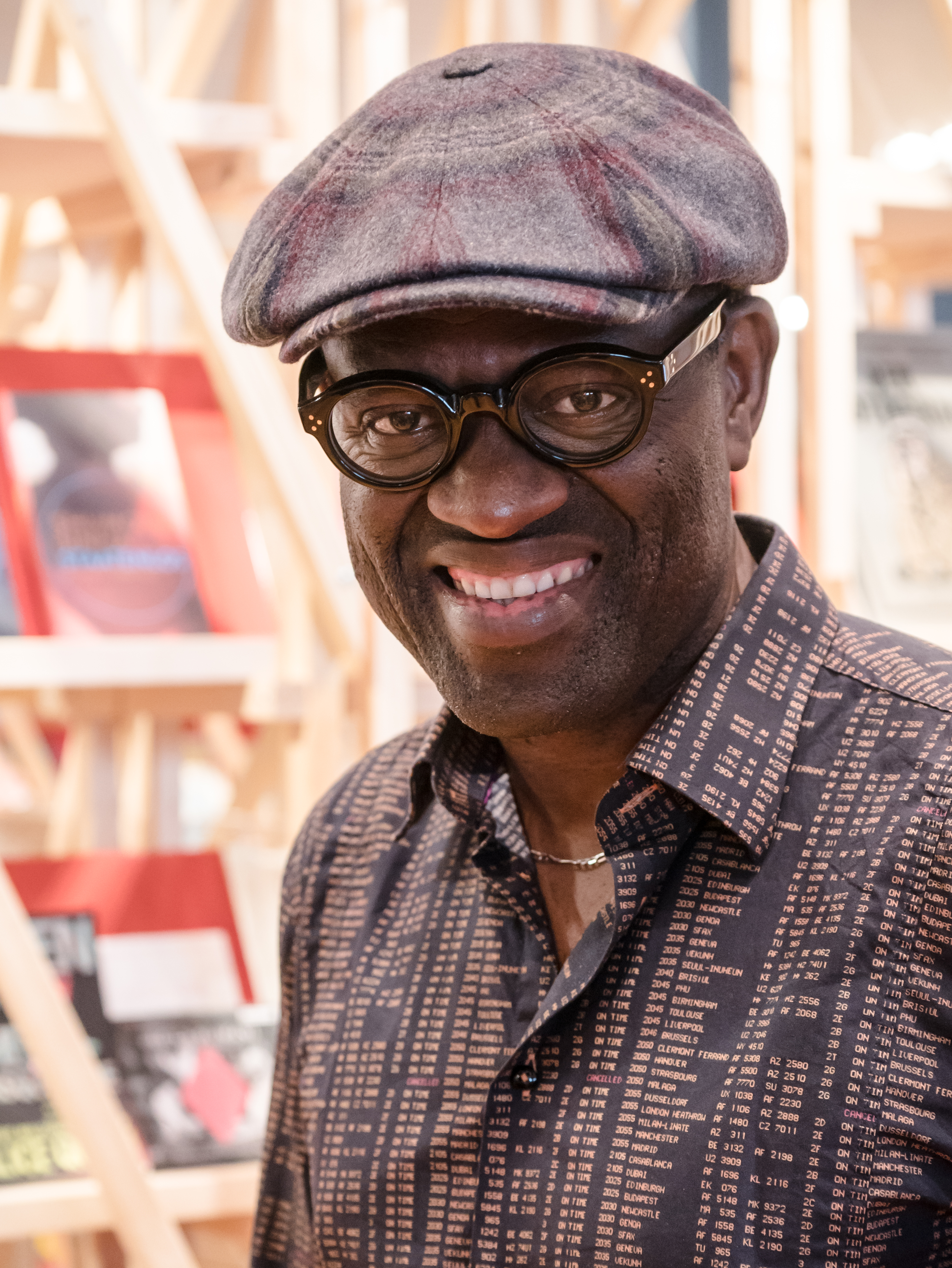
Alain Mabanckou auf der Frankfurter Buchmesse 2017

Alain Mabanckou (* 24. Februar 1966 in Pointe-Noire, Republik Kongo) ist ein kongolesischer Schriftsteller, der in französischer Sprache publiziert.

## Leben und Werk
Alain Mabanckou verbrachte seine Kindheit und Schulzeit in seiner Geburtsstadt. Nach dem Abitur begann er ein Jurastudium in Brazzaville. 1989 bis 1993 konnte er mittels eines Förderstipendiums Wirtschaftsrecht in Paris studieren. Nach dem Diplôme d’études approfondies in Recht der Université de Paris-Dauphine war er zehn Jahre als juristischer Berater im französischen Konzern Suez-Lyonnaise des Eaux tätig. 2002 wurde er Dozent für frankophone Literatur an der University of Michigan, Ann Arbor und 2007 wurde er Professor an der University of California, Los Angeles (UCLA). Heute lebt er in Santa Monica, Kalifornien.
In den 1990er Jahren publizierte er in französischen Verlagen mehrere Lyrikbände und Erzählungen. Sein Debütroman Bleu-Blanc-Rouge wurde 1998 mit dem Grand Prix littéraire de l’Afrique noire ausgezeichnet. Weitere Romane folgten wie Et Dieu seul sait comment je dors (2001), Les Petit-Fils nègres de Vercingétorix (2002), African Psycho (2003) und Memoires de porc-epic (2006; dt.: „Stachelschweins Memoiren“ 2011), der den vom Animismus beeinflussten Volksglauben seiner Landsleute ironisiert und für den er mehrere Literaturpreise, unter anderen den Prix Renaudot, erhielt. 2009 erschien Black Bazar, sein erster Roman, der ins Deutsche übersetzt wurde. Mabanckou schreibt in einem semioralen Französisch mit vielen Wiederholungen und Abschweifungen, Sprichwörtern und Fabeln.

## Werke

### Romane und Erzählungen
- Bleu-Blanc-Rouge. 1998.
- Et Dieu seul sait comment je dors.  2001.
- Les Petits-fils nègres de Vercingétorix. 2002.
- African Psycho. 2003.
  - englischsprachige Ausgabe, Übersetzung Christine Schwartz Hartley: African Psycho. Soft Skull Press, Brooklyn 2007 ISBN 978-1-933368-50-4.
- Verre Cassé. 2005.
  - Übersetzung Holger Fock und Sabine Müller: Zerbrochenes Glas. Roman. Liebeskind, München 2013 ISBN 978-3-95438-006-0[4]
- Mémoires de porc-épic. 2006.
  - Übersetzung Holger Fock und Sabine Müller: Stachelschweins Memoiren. Liebeskind, München 2011 ISBN 978-3-935890-81-6.
- Black Bazar. 2009.
  - Übers. Andreas Münzner: Black Bazar. Liebeskind, München 2010 ISBN 978-3-935890-68-7.[5]
- Demain j'aurai vingt ans. 2010.
  - Übersetzung Holger Fock und Sabine Müller: Morgen werde ich zwanzig.[6] Liebeskind, München 2015, ISBN 978-3-95438-040-4.
- Tais-toi et meurs. Éd. de La Branche, Coll. Vendredi 13, 2012
- Lumières de Pointe-Noire. Seuil, 2013.
  - Übersetzung Holger Fock und Sabine Müller: Die Lichter von Pointe-Noire. Liebeskind, München 2017, ISBN 978-3-95438-079-4.
- Petit Piment. Seuil, Paris 2015.
  - Petit Piment. Roman, aus dem Französischen von Holger Fock und Sabine Müller. Liebeskind, München 2019, 240 S., ISBN 978-3-95438-108-1.[7]
- Les cigognes sont immortelles. Seuil, Paris 2018.

### Gedichtbände
- Au jour le jour, 1993
- La légende de l'errance, 1995
- L'usure des lendemains,  1995
- Les arbres aussi versent des larmes, 1997
- Quand le coq annoncera l'aube d'un autre jour..., 1999
- Tant que les arbres s'enracineront dans la terre, Œuvre poétique complète,  2007
- Congo, Montréal 2016, Mémoire d'encrier, coll. « Poésie » no 62 (ISBN 978-2-89712-375-8)

### Essays
- 2007: Lettre à Jimmy (James Baldwin), Fayard (ISBN 978-2-213-62676-5) ; Neuausgabe Paris, Points no P2072, 2008 (ISBN 978-2-7578-0762-0)
- 2009: L'Europe depuis l'Afrique, Paris, Éditions Naïve, coll. Livre d'heures (ISBN 978-2-35021-203-6)
- 2011: Écrivain et oiseau migrateur, Bruxelles, André Versaille éditeur, coll. Chemin faisant (ISBN 978-2-87495-155-8)
- 2012: Le Sanglot de l'homme noir, Paris, Fayard (ISBN 978-2-213-63518-7) ; Neuausgabe Paris, Points no P2953, 2013 (ISBN 978-2-7578-3012-3) ; Neuausgabe 2017 (ISBN 978-2-7578-6511-8)
- 2016: Lettres noires : des ténèbres à la lumière, Paris, coédition Collège de France/Fayard, coll. Leçons inaugurales au Collège de France no 263, 2016 (ISBN 978-2-213-70079-3)
- 2016: Le monde est mon langage, Paris, Grasset, 2016 (ISBN 978-2-246-80219-8) ; Neuausgabe Paris, Points no P4635, 2017 (ISBN 978-2-7578-6413-5)
- 2017: Penser et écrire l'Afrique aujourd'hui, textes issus d'un colloque organisé le 2 mai 2016 au Collège de France, Paris, Seuil, 2017 (ISBN 978-2-02-134666-4)
- 2019: Dictionnaire enjoué des cultures africaines (mit Abdourahman Waberi) 
  - Übers. Andreas G. Förster und Elsbeth Ranke: Der Puls Afrikas, Reclam, Ditzingen 2022 ISBN 978-3-15-011384-4